# Belgische concessie in Tianjin

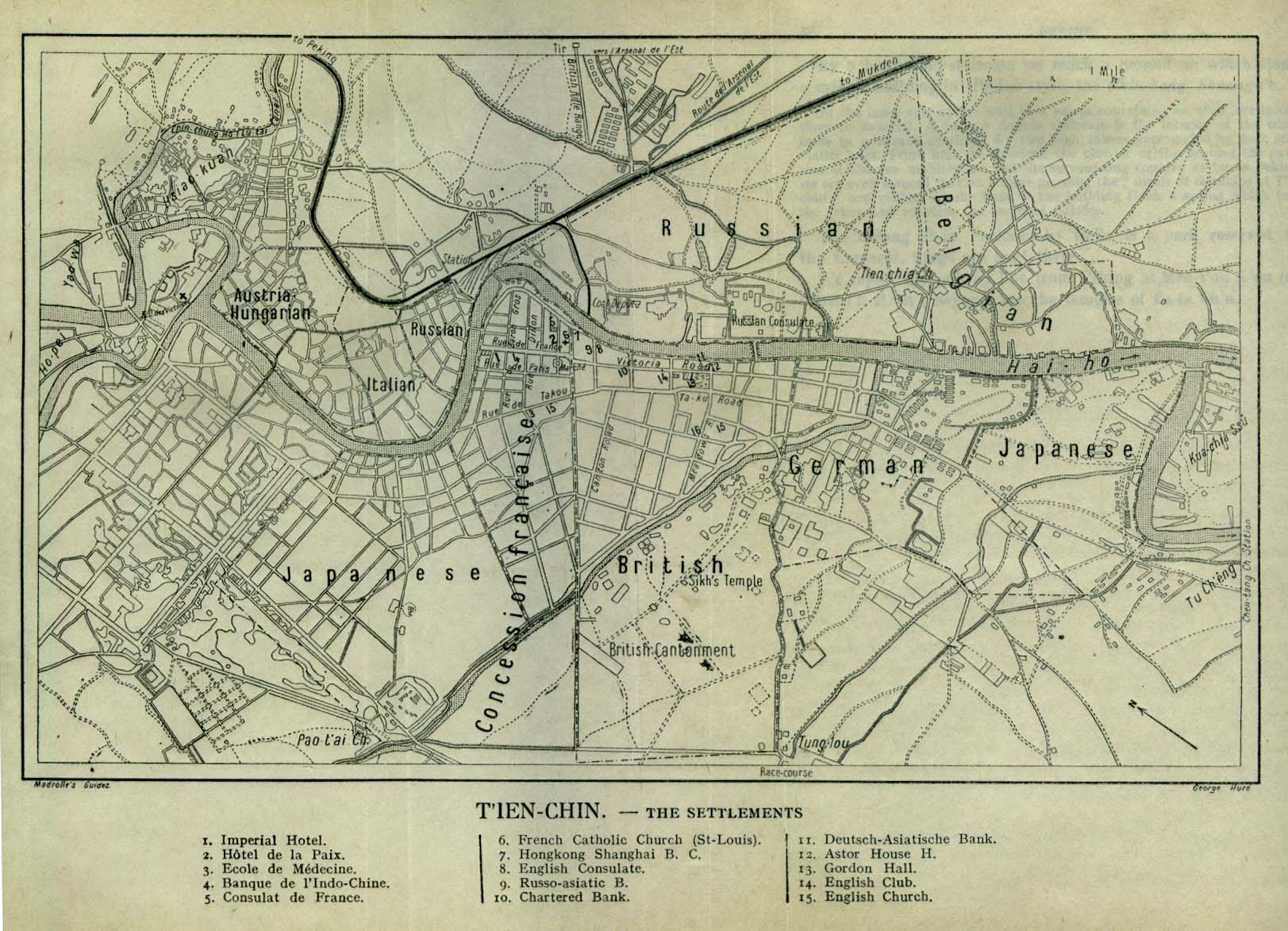
Kaart van de buitenlandse concessies in Tianjin, waaronder de Belgische

Van 1902 tot 1931 had België, net als een aantal andere landen, een concessie in de Chinese havenstad Tianjin.
Op 6 februari 1902 sloten België, vertegenwoordigd door Maurice Joostens, de Belgische gezant in Peking, en het op sterven na dode Chinese keizerrijk een overeenkomst tot eeuwigdurende concessie van een terrein in Tien-Tsin (zoals Tianjin toen genoemd werd) aan België (te vergelijken met de pacht van delen van Hongkong door China aan het Verenigd Koninkrijk). De Belgische concessie was zo'n 44 hectare (0,44 km²) groot en lag aan de rivier Hai He, een belangrijke transportweg naar de zee.
De Belgische regering investeerde echter maar weinig in de concessie, waardoor het Belgische deel van Tianjin niet bruiste zoals de andere Chinese steden in Europese handen als Hongkong en Macau. Er werden maar weinig gebouwen gezet, waarvan de meeste nu al niet meer bestaan. Zelfs het Belgische consulaat stond in Brits gebied.
Waar de Belgen wel in investeerden, waren de tram en de elektriciteit. In 1904 tekenden China en België een contract waardoor de Compagnie de Tramways et d'Eclairage de Tientsin de exclusieve rechten kreeg tot het aanleggen en onderhouden van tramwegen en het elektriciteitsnetwerk. In 1906 werd de eerste tramlijn geopend, waarmee Tianjin de eerste Chinese stad met een modern openbaar vervoerssysteem werd (Shanghai, China's grootste stad, moest nog tot 1908 wachten op elektrische trams). De toevoer van elektriciteit en de trambusiness waren zeer winstgevende ondernemingen. Haast alles werd aangevoerd en onderhouden door Belgen. Tegen 1914 doorkruiste het tramnetwerk ook de Chinese stad en de Oostenrijkse, Franse, Japanse, Italiaanse en Russische concessies.
De eeuwigheid van de concessie was echter een kort leven toebeschoren: op 3 augustus 1929 sloot België een nieuw akkoord met China, dat inmiddels een republiek was geworden, waarin afstand werd gedaan van de Belgische concessie. De teruggave gebeurde op 15 februari 1931.
In 1943 namen de Japanse bezetters de Compagnie de Tramways et d'Eclairage de Tientsin over en zond de Belgische bestuursleden en hun families naar strafkampen. Na de Tweede Wereldoorlog kwam de Compagnie in Chinese handen. De Belgen kregen echter geen schadevergoeding.